# Alarilla
Alarilla és un municipi de la província de Guadalajara, a la comunitat autònoma de Castella-La Manxa.

## Demografia
| 1991 |  | 1996 |  | 2001 |  | 2004 |  | 2006 |
| ---- |  | ---- |  | ---- |  | ---- |  | ---- |
| 117  |  | 123  |  | 129  |  | 122  |  | 126  |